# Valennes
Valennes é uma comuna francesa na região administrativa do País do Loire, no departamento de Sarthe. Estende-se por uma área de 26.7 km². Em 2010 a comuna tinha 2 586 habitantes (densidade: 96,9 hab./km²).